# André Pirson

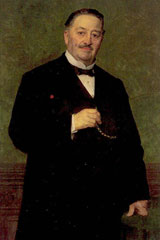
André Pirson (1878)

Eugène André Pirson (Dinant, 21 maart 1817 - Brussel, 28 december 1881) was een Belgisch volksvertegenwoordiger.

## Biografie
André Pirson was een zoon van de François Pirson, lid van de wetgevende macht in Frankrijk, Nederland en België, en Marie-Agnès du Pont d'Adhérée. Hij trouwde met Valentine Audoor en was een broer van Victor Pirson.
Na studies in Brussel was hij van 1833 tot 1837 militair. Hij werd vervolgens agent in Oudenaarde voor de Société générale (1837-1846).
In 1851 werd hij agent van de Nationale Bank van België in Doornik. In 1863 was hij medestichter van de kas voor industrie en handel A. Pirson-Delevigne & Cie in Doornik. In 1864 werd hij directeur van de Nationale Bank, in 1870 vicegouverneur en van 1877 tot aan zijn overlijden was hij gouverneur.
Hij oefende enkele politieke mandaten uit:
- gemeenteraadslid en schepen van Oudenaarde (1844-1845),
- gemeenteraadslid van Doornik (1852-1865),
- liberaal volksvertegenwoordiger voor het arrondissement Doornik (1852-1865).